# لودويغ رودل
لودويغ رودل (بالألمانية: Ludwig Rödl)‏ (و. 1907 – 1970 م) هو لاعب شطرنج، ومؤلف ألماني، ولد في نورنبرغ، توفي في نورنبرغ، عن عمر يناهز 63 عاماً.

## روابط خارجية
- لودويغ رودل على موقع مباريات الشطرنج (الإنجليزية)
- لودويغ رودل على موقع 365Chess.com (الإنجليزية)
- لودويغ رودل على موقع Chesstempo.com (الإنجليزية)